# HMS Sussex (96)
O HMS Sussex foi um cruzador pesado operado pela Marinha Real Britânica e a décima embarcação da Classe County. Sua construção começou em fevereiro de 1927 nos estaleiros da Hawthorn Leslie e foi lançado ao mar em fevereiro de 1928, sendo comissionado na frota britânica em março do ano seguinte. Era armado com uma bateria principal composta por oito canhões de 203 milímetros montados em quatro torres de artilharia duplas, tinha um deslocamento carregado de mais de quinze mil toneladas e alcançava uma velocidade máxima de 31 nós (58 quilômetros por hora).
O Sussex passou a maior parte dos tempos de paz no Mar Mediterrâneo, com exceção de dois anos na Austrália entre 1934 e 1936. Com o início da Segunda Guerra Mundial foi atuar com a Frota Doméstica, participando da Campanha da Noruega. Foi danificado por ataques aéreos em setembro de 1940 e só voltou à ação em agosto de 1942, primeiro patrulhando o Oceano Atlântico e depois sendo transferido para dar suporte para operações Oceano Índico, permanecendo nesta região até o final da guerra. Foi tirado de serviço em 1949 e desmontado em 1950.